# Víktor Nekrásov
Víktor Platónovich Nekrásov (en ruso: Ви́ктор Плато́нович Некра́сов; Kiev, Imperio ruso, 7 de junio de 1911-París, Francia, 3 de septiembre de 1987) fue un escritor, periodista y editor ruso.

## Biografía
Nekrásov nació en Kiev y se graduó en arquitectura en 1936. Entre 1937 y 1941, trabajó con el Teatro Dramático de Kiev como actor y diseñador. Durante la Segunda Guerra Mundial luchó en el Ejército soviético (1941-1944) y combatió en la batalla de Stalingrado. Después de la guerra se dedicó al periodismo y escribió su primer libro «En las trincheras de Stalingrado» (V okópaj Stalingrada, 1946) basado en sus experiencias de los combates. Por esa novela obtuvo el premio Premio Stalin de literatura en 1947.
Después de la muerte de Stalin en 1953, Nekrásov aprovechó los vientos de cambio en el país para publicar la novela "En el pueblo natal" (1954) con la que marca su separación del realismo socialista de la literatura de esa época. Sus trabajos posteriores, especialmente su novela Kira Gueórguieva (1961), son marcadamente antiestalinistas. 
En 1959 fue el primer escritor soviético que abiertamente se unió a una petición pública para que se construyese un monumento en Babi Yar. Un diario de viaje de sus experiencias en Italia en 1957 y en los Estados Unidos 1960 titulado "En las costas del océano" fue publicado en 1962, y en él exponía abiertamente su percepción de las realidades de esos países, por lo que fue criticado fuertemente por Nikita Jruschov en 1963.
Tras la caída de Jruschov en octubre de 1964, Nekrásov se unió a las protestas de otros intelectuales soviéticos contra lo que consideraban como un retorno gradual del gobierno a las prácticas estalinistas. Firmó varias cartas abiertas que protestaban en contra a las políticas del gobierno en 1966-1973 (véase La carta de los 25 contra la reestalinización, en ruso) siendo expulsado del Partido Comunista de la Unión Soviética en 1973. En 1974, bajo amenazas del KGB, fue obligado a emigrar a Francia, en donde se convirtió en asistente de editor de la revista de emigrados Kontinent. Durante su exilio escribió una autobiografía titulada "Periódico de una noticia peculiar" (1976), y una novela, "Aquellos en el frente" (1978). En 1979, luego de que hiciera comentarios irónicos sobre la Trilogía de Brézhnev, su ciudadanía soviética fue revocada. Nekrásov murió en París en 1987.

## Obras traducidas al español
- 1946 En las trincheras de Stalingrado
- 1954 En la ciudad natal
- 1961 Kira Gueórguievna
- 1976 Diario de un curioso
- 1978 Los del frente